# KK Sloga
Le  KK Sloga est un club serbe de basket-ball basé à Kraljevo. Le club appartient à l'élite du championnat serbe.

## Historique
En 1998, le club fusionne avec celui du Masinac (promu) pour sauver sa place en 2e division. Le KK Mašinac Krajlevo restera alors à l'époque en 3e division avec une équipe de jeunes, avant d'atteindre l'élite quelques années plus tard.

## Noms successifs
- Depuis 2005 : Sloga Societe Generale
- 2000 - 2005 : Sloga Telekom Srbija
- Avant 2000 : Sloga

## Entraîneurs successifs
- Depuis ? : Miloš Pejić

## Joueurs célèbres ou marquants
- Vlade Divac (1983-1985)
- Miloš Babić
- Ljubodrag Simonović
- Dragan Todorić
- Vlado Dašić
- Nenad Krstić
- Gordan Marković
- Stefan Jović
- Saša Vasiljević
- Marko Brkić
- Marko Popović
- Aleksandar Marelja
- Tomislav Andrić
- Sreten Dragojlović